# 조선호
조선호는 대한민국의 텔레비전 영화 연출감독이다.

### 영화
- 2007년 영화 《김관장 대 김관장 대 김관장》 ... 연출부
- 2008년 영화 《원스 어폰 어 타임》 ... 조감독
- 2008년 영화 《소년은 울지 않는다》 ... 조감독
- 2009년 영화 《홍길동의 후예》 ... 각색 / 조감독
- 2013년 영화 《더 웹툰: 예고살인》 ... 각색 / 조감독
- 2017년 영화 《하루》 ... 각본 / 감독
- 2024년 영화 《청설》 ... 각색 / 감독